# Shinpō Matayoshi
Shinpō Matayoshi (又吉眞豊?, Matayoshi Shinpō; Yomitan, 27 dicembre 1921 – Naha, 7 settembre 1997) è stato un artista marziale giapponese, figlio del leggendario Shinko Matayoshi (Naha, 1887-1947).

## Biografia
Dopo la morte di Shinko Matayoshi, la guida del sistema che aveva fondato passò al figlio Shinpō Matayoshi. Shinpō nacque il 27 dicembre 1921 a Kina, Yomitan. Egli iniziò ad allenarsi con il padre quando aveva 4 anni. Il padre fece progredire il suo apprendimento nelle arti marziali con la stessa dedizione devoluta alla sua educazione, presentando Shinpō ad una serie di suoi amici e colleghi maestri. In questo modo, Shinpō iniziò a studiare sotto la guida di Chotoku Kyan nel 1928, all’età di 7 anni, come pure brevemente con l’amico del padre, Chojun Miyagi, e poi con Seiko Higa, con i quali strinse uno stretto legame. Una volta il maestro Matayoshi mi disse: “Seko Higa sensei è stato per me un secondo padre”.
Nel 1935, iniziò anche ad allenarsi con l’amico di lunga data del padre, Gokenki; Shinpō proseguì con questo allenamento fino alla fine della Seconda Guerra Mondiale. Nel 1957 si trasferisce a Kawasaki , nella prefettura di Kanegawa, assieme a molti altri okinawesi. Okinawa fu un luogo molto difficile dove vivere nel dopoguerra, ed egli vi si era trasferito con l’intento di guadagnarsi da vivere. Mentre era a Kawasaki, egli insegnò Kobudō alla comunità di Okinawa, e praticò le arti marziali con alcuni altri okinawesi abitanti in zona. Alla fine ritornò a Okinawa nel 1960. Quando vi fece ritorno, prese dapprima la residenza in una piccola abitazione dietro il dojo di Seiko Higa. I suoi primi studenti di Kobudō sull’isola erano membri del dojo di Higa. Il 27 dicembre 1962, Higa fondò il Kokusai Karate Kobudō Renmei (International Karate Kobudō Federation), e Shinpō ne divenne membro assieme ad un altro noto istruttore di Kobudō, Shinken Taira, il quale era vice presidente dell’organizzazione. Shinpō visse vicino al dojo di Higa per alcuni anni, insegnando nel dojo , fuori nel giardino e in numerosi altri posti in giro per l’isola. Inoltre spese una considerevole quantità di tempo a viaggiare per l’isola, parlando e allenandosi con vari praticanti di Kobudō in particolare alcuni ex studenti del padre, tra i quali Mitsuo Kakazu. Alcuni praticanti che lo conobbero all’epoca, ricordano che era molto importante per lui stabilire un contatto con persone che lui stesso o il padre avevano allenato prima della Guerra. Con il tempo, Shinpō osservò che il karate dell’isola diveniva sempre più popolare.
Esso era ben radicato nella popolazione locale, e aveva conquistato popolarità tra gli stranieri da anni. Tuttavia, non si aveva l’impressione che le arti armate dell’isola ricevessero lo stesso grado di riconoscimento. Egli sentiva che questa era una perdita nei confronti del patrimonio marziale di Okinawa, e iniziò a lavorare per contrastare questa tendenza. Verso la metà degli anni ’60 era riuscito a riunire un certo numero di praticanti di Kobudō, e insegnava nel dojo di Higa come pure in numerosi altri posti.
Il 17 ottobre 1970 fondò il Ryukyu Kobudō Renmei (Federazione del Kobudō delle Ryukyu), un gruppo dedicato alla pratica e alla preservazione delle arti armate di Okinawa. Quello stesso mese, in occasione del primo campionato del mondo di karate che si svolge al Budokan di Tokyo, dimostra il kata di Eku. Nel 1972 l’organizzazione venne rinominata Shadan Hojin Zen Okinawa Kobudō Federation (Federazione di Kobudō di Okinawa), e ricevette riconoscimento ufficiale a Okinawa e dal Dai Nippon Butokukai. Nello stesso anno viene indetta la prima dimostrazione pubblica della Renmei dedicata al 25º anniversario della scomparsa di Shinko Matayoshi.
Shinpō Matayoshi divenne il primo presidente della Renmei e vi rimase fino alla sua scomparsa.
Un certo numero di altri dojo, per lo più di suoi studenti e allievi del padre, si affiliarono immediatamente.  Negli anni che precedettero la fondazione dell’organizzazione,  Shinpō e i suoi studenti più anziani e i suoi compagni d’allenamento,  dedicarono una cospicua fetta di tempo nel rifinire e formalizzare il sistema, ed è questo sistema formalizzato che divenne il Kobudō dello Zen Okinawa Kobudō Renmei.
Nel 1976, egli costruì il suo dojo, il Kodokan, che chiamò in onore di suo padre, prendendo la “ko”  (光), che significa luce o splendore, dal nome del padre quale primo carattere.
A partire dal suo ritorno a Okinawa nel 1960, Shinpō Matayoshi divenne una importante figura nella comunità di arti marziali di Okinawa . Naturalmente, egli era principalmente noto come istruttore di arti marziali. Egli partecipò praticamente ad ogni evento pubblico importante relativo a Okinawa e al suo budo, per lo più dimostrando sia al gala a Kagoshima per celebrare la riannessione di Okinawa al Giappone, che al festival dello sport e dell’atletica nell’isola di Amami Oshima delle Ryukyu per commemorare lo stesso evento. Il suo dojo e la Renmei mantennero un programma serrato di dimostrazioni, apparizioni televisive, e altre manifestazioni pubbliche per tutta la sua vita.  Egli credeva che le arti marziali di Okinawa fossero parte integrante della cultura di Okinawa e che avrebbero dovuto mantenere il loro ampio legame con la comunità ed una grande visibilità.
Su questo punto egli rimase attivo in una serie di organizzazioni di Okinawa, compreso il fatto di rimanere il presidente in carica della Renmei che aveva fondato, fino alla sua morte, Kancho del suo dojo, membro della Okinawa Karate-do Renmei (Federazione di Karate di Okinawa), e presenziando in qualità di consigliere al Naha-shi Karatedo Renmei (Federazione di Karate della città di Naha).
Shinpō sensei inoltre credeva nell’importanza di mantenere connessioni in Giappone. Si adoprò per sviluppare la relazione tra Okinawa e il Dai Nippon Butokukai, agendo come rappresentante di Okinawa, e il suo dojo e organizzazione furono riconosciute da tale Ente. Nel 1987, fu formalmente riconosciuto per la sua abilità e i suoi sforzi nel promuovere e preservare le arti marziali di Okinawa, ricevendo il 10º dan ed il titolo di Hanshi il 10 ottobre di quell’anno, da sua Altezza Imperiale Higashi Fushimi Jigo, Presidente del Dai Nippon Butokukai. Venne anche riconosciuto come un importante tesoro culturale dal Butokukai, nonché membro del consiglio direttivo, nonché direttore della branca di Okinawa (Shibucho). Infine, egli era anche membro attivo del consiglio direttivo del Nihon Kobudō Kyokai (Associazione delle Arti Marziali Tradizionali del Giappone).
Attraverso i suoi sforzi sia a Okinawa che fuori,  Shinpō sensei fu decisivo nel diffondere ampiamente le arti marziali di Okinawa e nel promuoverle in tutto il mondo. Shinpō sensei credeva nella profonda connessione tra le arti marziali di Okinawa e la cultura della sua gente, e che il perseguire queste arti avrebbe condotto ad un essere umano migliore. La Renmei che egli fondò fu dedicata alla promozione e preservazione delle arti marziali di Okinawa, e su questo versante egli condusse dimostrazioni per tutto il Giappone e il mondo,  come pure insegnò a studenti di molti paesi. Tenne anche un memorabile seminario in Italia nel Novembre del 1995 con il suo allievo Andrea Guarelli.
Egli mantenne una stretta connessione tra i metodi di allenamento del passato e si trattenne dal virare verso dimostrazioni e competizioni che iniziarono a divenire popolari nel karate di Okinawa nei decenni ’60 e ’70.
Egli era anche considerato un insegnante esigente, insistendo duramente con i suoi allievi nel dojo e allenandoli intensamente. Tuttavia, era aperto ai cambiamenti del mondo, accogliendo nuove modalità di allenamento come i set di kihon che lui e i suoi studenti avevano sviluppato, e disponibile sia a divulgare la sua arte nel mondo che ad ospitare nel suo dojo studenti internazionali. Credeva profondamente nella connessione tra le arti marziali e la cultura di Okinawa, e su tale versante curò le relazioni con praticanti di danze e musiche delle Ryukyu. Alcune danzatrici tradizionali furono allenate nel suo dojo, e Shinpō supportava la loro espressione artistiche,  per esempio lavorando con Eiko Miyazato per sviluppare il  “himo kama no mai” (danza dei falcetti con la corda), danza che divenne famosa nel tempo. Tra le sue allieve più importanti vale la pena di ricordare la signora Hiroko Ogido, insegnante di danza tradizionale molto rinomata ed esperta di Matayoshi Kobudō.
Un marchio distintivo dello stile tradizionale di insegnamento, che egli reputava essenziale per l’arte, era la creatività. Egli era un professionista creativo ed aperto, che lavorava con i suoi allievi più anziani per continuare a sviluppare e far crescere la sua arte, fino alla sua scomparsa.  Cercò di infondere questo nei suoi studenti avanzati, lavorando con loro per sviluppare kata e applicazioni. Ciò richiese una conoscenza personale della materia, un’abilità nell’essere creativo, ed una stretta, personale relazione con Sensei Matayoshi. Questa è una forma tradizionale di allenamento, e quella che lo stesso Sensei Matayoshi voleva costruire, più simile ad un apprendistato che una relazione strettamente gerarchica tra studente-insegnante più comune, diciamo, in una classe occidentale. Shinpō Matayoshi, Soke delle Arti Marziali nel Periodo del Regno Ryukyu  (MatayoshiKobudō), Soke del Kingai-ryu Tode Jutsu, e Soke del Nanban Shorin Hakutsuru Kenpo Tode, morì il 7 settembre 1997. La sua scomparsa fu un duro colpo per la comunità di arti marziali di Okinawa.
Egli sarà ricordato come una figura importante nello sviluppo delle arti marziali di Okinawa del dopoguerra, e per il mantenimento delle connessioni tra Okinawa e il suo patrimonio marziale. Egli lasciò al suo seguito numerosi studenti avanzati che tramandano la tradizione.
Nel 1997, il titolo di 3º Kancho del Kodokan, responsabile dell’insegnamento e delle tecniche del dojo, passò a Yoshiaki Gakiya, studente da lungo tempo. La guida del Zen Okinawa Kobudō Renmei passò a Shoshin Miyahira, un membro del Renmei di lungo corso, approssimativamente nello stesso periodo.
Nel 2011, Yoshiaki Gakiya viene colpito da un ictus con una conseguente emiparesi che gli impedisce di continuare la pratica e l’insegnamento del Kobudō.
Il 24 settembre 2022 il comune di Bussolengo in provincia di Verona gli dedica il "Piazzale Maestro Shinpo Matayoshi".
| Controllo di autorità | VIAF (EN) 169124717 · ISNI (EN) 0000 0001 1813 9826 · LCCN (EN) nb2021011575 · BNE (ES) XX4823134 (data) |